# Az Aggteleki-karszt növényeinek listája
Az Aggteleki Nemzeti Park, valamint a Gömör–Tornai-karszt területén több, mint 1300 növényfaj él. Ez a lista ezen növényfajok nemzetségek szerint való csoportosítása.

## Növényfajok listája
A bekezdések címei a növénynemzetségek neveit tartalmazzák.

### Jegenyefenyő(Abies)
- (Abies alba) közönséges jegenyefenyő

### (Abutilon)
- (Abutilon theophrasti) sárga selyemmályva

### Juhar(Acer)
- (Acer campestre) mezei juhar
- (Acer negundo) zöld juhar
- (Acer platanoides) korai juhar
- (Acer pseudoplatanus) hegyi juhar
- (Acer tataricum) tatár juhar

### Cickafark(Achillea)
- (Achillea collina) mezei cickafark
- (Achillea distans) nagy cickafark
- (Achillea millefolium) közönséges cickafark
- (Achillea nobilis) nemes cickafark
- (Achillea pannonica) magyar cickafark
- (Achillea ptarmica) kenyérbél cickafark

### Sisakvirág(Aconitum)

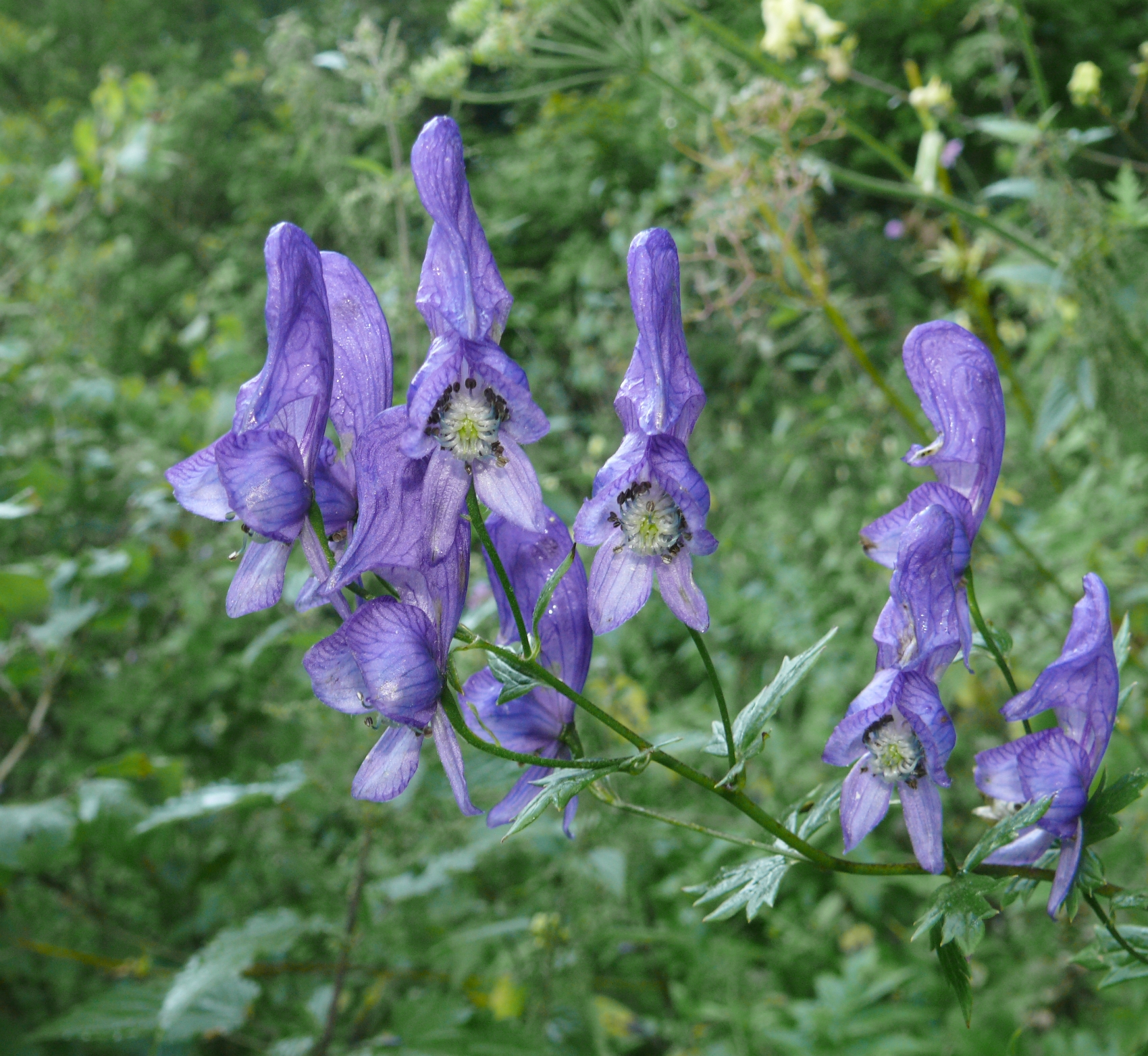
Karcsú sisakvirág

- (Aconitum anthora) méregölő sisakvirág
- (Aconitum variegatum subsp. gracile) karcsú sisakvirág
- (Aconitum vulparia) farkasölő sisakvirág

### Hérics(Adonis)
- (Adonis aestivalis) nyári hérics
- (Adonis flammea) lángszínű hérics
- (Adonis vernalis) tavaszi hérics

### (Adoxa)
- (Adoxa moschatellina) európai pézsmaboglár

### (Aegopodium)
- (Aegopodium podagraria) podagrafű

### (Aethusa)
- (Aethusa cynapium) mérges ádáz

### Párlófű(Agrimonia)
- (Agrimonia eupatoria) közönséges párlófű

### (Agrostemma)
- (Agrostemma githago) vetési konkoly

### Bálványfa(Ailanthus)
- (Ailanthus altissima) mirigyes bálványfa

### (Ajuga)
- (Ajuga chamaepitys) kalinca ínfű
- (Ajuga genevensis) közönséges ínfű
- (Ajuga reptans) indás ínfű

### Hagyma(Allium)
- (Allium angulosum) gyíkhagyma
- (Allium flavum) sárga hagyma
- (Allium lusitanicum) hegyi hagyma
- (Allium oleraceum) érdes hagyma
- (Allium rotundum) ereszes hagyma
- (Allium scorodoprasum subsp. waldsteinii) Waldstein-hagyma
- (Allium sphaerocephalon) bunkós hagyma
- (Allium ursinum) medvehagyma
- (Allium vineale) bajuszos hagyma

### (Alliaria)
- (Alliaria petiolata) hagymaszagú kányazsombor

### Éger(Alnus)
- (Alnus glutinosa) mézgás éger

### Zilíz(Althaea)
- (Althaea officinalis) orvosi zilíz

### Disznóparéj(Amaranthus)
- (Amaranthus blitum) zöld disznóparéj
- (Amaranthus crispus) bodros disznóparéj
- (Amaranthus powellii) karcsú disznóparéj
- (Amaranthus retroflexus) szőrös disznóparéj

### Parlagfű(Ambrosia)
- (Ambrosia artemisiifolia) ürömlevelű parlagfű

### (Amorpha)
- (Amorpha fruticosa) gyalogakác

### Tikszem(Anagallis)
- (Anagallis arvensis) mezei tikszem
- (Anagallis foemina) kék tikszem

### Szellőrózsa(Anemone)
- (Anemone nemorosa) berki szellőrózsa
- (Anemone ranunculoides) bogláros szellőrózsa
- (Anemone sylvestris) erdei szellőrózsa

### Turbolya(Anthriscus)
- (Anthriscus cerefolium) zamatos turbolya
- (Anthriscus nitidus) havasi turbolya
- (Anthriscus sylvestris) erdei turbolya

### Üröm(Artemisia)
- (Artemisia absinthium) fehér üröm
- (Artemisia austriaca) selymes üröm
- (Artemisia campestris) mezei üröm
- (Artemisia pontica) bárány üröm
- (Artemisia vulgaris) fekete üröm

### (Cardamine)
- (Cardamine amara) keserű kakukktorma
- (Cardamine bulbifera) hagymás fogasír
- (Cardamine glanduligera) ikrás fogasír
- (Cardamine hirsuta) borzas kakukktorma
- (Cardamine impatiens) virágrugó kakukktorma
- (Cardamine pratensis) réti kakukktorma

### Bogáncs(Carduus)
- (Carduus acanthoides) útszéli bogáncs
- (Carduus collinus) magyar bogáncs
- (Carduus crispus) fodros bogáncs
- (Carduus nutans) bókoló bogáncs

### Sás(Carex)
- (Carex acuta) éles sás
- (Carex acutiformis) mocsári sás
- (Carex appropinquata) rostostövű sás
- (Carex brevicollis) mérges sás
- (Carex brizoides) rezgő sás
- (Carex buekii) bánsági sás
- (Carex buxbaumii) buxbaum-sás
- (Carex caryophyllea) tavaszi sás
- (Carex cespitosa) gyepes sás
- (Carex digitata) ujjas sás
- (Carex distans) réti sás
- (Carex disticha) kétsoros sás
- (Carex divulsa) zöldes sás
- (Carex elata) zsombéksás
- (Carex elongata) nyúlánk sás
- (Carex flava) sárga sás
- (Carex hartmanii) északi sás
- (Carex hirta) borzas sás
- (Carex hordeistichos) árpasás
- (Carex hostiana) barna sás
- (Carex humilis) törpe sás
- (Carex lepidocarpa) pikkelyes sás
- (Carex liparicarpos) fényes sás
- (Carex melanostachya) bókoló sás
- (Carex michelii) sárgás sás
- (Carex montana) hegyi sás
- (Carex nigra) fekete sás
- (Carex otrubae) berki sás
- (Carex ovalis) nyúlsás
- (Carex pairaei) berzedt sás
- (Carex pallescens) sápadt sás
- (Carex panicea) muharsás
- (Carex paniculata) bugás sás
- (Carex pilosa) bükksás
- (Carex praecox) korai sás
- (Carex pseudocyperus) villás sás
- (Carex remota) ritkás sás
- (Carex riparia) parti sás
- (Carex rostrata) csőrös sás
- (Carex spicata) sulymos sás
- (Carex sylvatica) erdei sás
- (Carex tomentosa) molyhos sás
- (Carex vesicaria) hólyagos sás
- (Carex vulpina) rókasás

### Imola(Centaurea)
- (Centaurea cyanus) búzavirág
- (Centaurea indurata) borzas imola

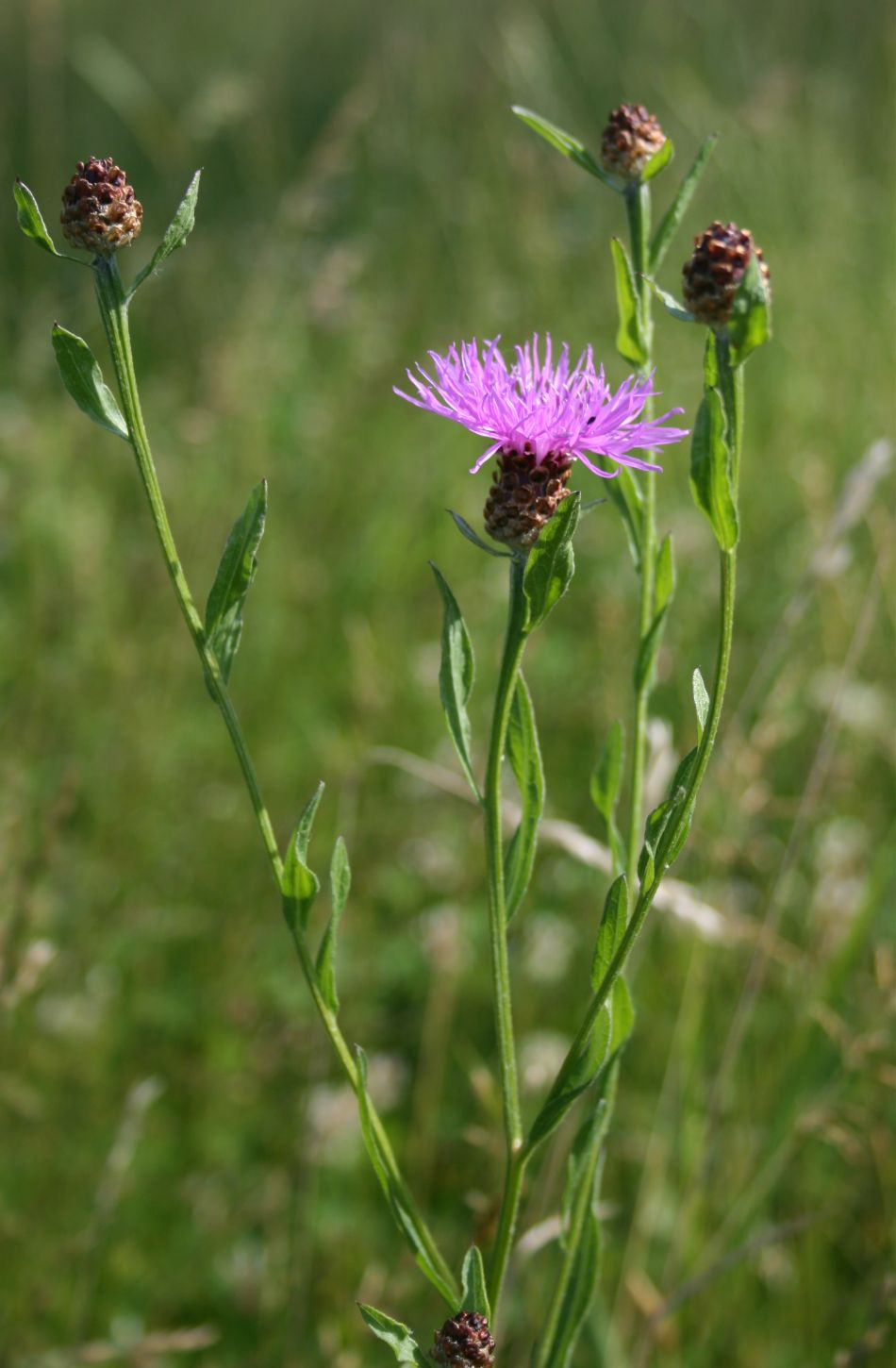
Réti imola

- (Centaurea jacea subsp. angustifolia) magyar imola
- (Centaurea jacea subsp. jacea) réti imola
- (Centaurea jacea subsp. macroptilon) tollas imola
- (Centaurea nigrescens) feketés imola
- (Centaurea pseudophrygia) paróka imola
- (Centaurea scabiosa subsp. scabiosa) vastövű imola
- (Centaurea scabiosa subsp. spinulosa) töviskés imola
- (Centaurea stenolepis) pókhálós imola
- (Centaurea stoebe subsp. micranthos) útszéli imola
- (Centaurea triumfettii) tarka imola

### Madárhúr(Cerastium)
- (Cerastium brachypetalum) ugari madárhúr
- (Cerastium lucorum) nagytokú madárhúr
- (Cerastium pumilum) törpe madárhúr
- (Cerastium semidecandrum) homoki madárhúr
- (Cerastium vulgare) réti madárhúr

### Libatopok(Chenopodium)
- (Chenopodium album) fehér libatop
- (Chenopodium glaucum) fakó libatop
- (Chenopodium hybridum) pokolvar-libatop
- (Chenopodium polyspermum) hegyeslevelű libatop
- (Chenopodium strictum) csíkos libatop
- (Chenopodium urbicum) faluszéli libatop
- (Chenopodium vulvaria) rubianka-libatop

### Aszat(Cirsium)
- (Cirsium arvense) mezei aszat
- (Cirsium canum) szürke aszat
- (Cirsium eriophorum) gyapjas aszat
- (Cirsium oleraceum) halovány aszat
- (Cirsium palustre) mocsári aszat
- (Cirsium pannonicum) magyar aszat
- (Cirsium vulgare) közönséges aszat

### Murok(Daucus)
- (Daucus carota) vadmurok

### Tyúktaréj(Gagea)
- (Gagea lutea) sárga tyúktaréj
- (Gagea pratensis) mezei tyúktaréj

### (Hieracium)
- (Hieracium auriculoides)
- (Hieracium bauhinii) karos hölgymál
- (Hieracium bifidum) villás hölgymál
- (Hieracium bifurcum) kétágú hölgymál
- (Hieracium brachiatum) karos hölgymál
- (Hieracium caesium) deres hölgymál
- (Hieracium caespitosum) réti hölgymál
- (Hieracium cymosum) csomós hölgymál
- (Hieracium densiflorum) tömöttfészkű hölgymál
- (Hieracium echioides) szúrós hölgymál
- (Hieracium floribundum) ékes hölgymál
- (Hieracium lachenalii) közönséges hölgymál
- (Hieracium lactucella) füles hölgymál
- (Hieracium laevigatum) élesfogú hölgymál
- (Hieracium leptophyton)
- (Hieracium macranthum) zömök hölgymál
- (Hieracium maculatum) foltos hölgymál
- (Hieracium murorum) erdei hölgymál
- (Hieracium pilosella) ezüstös hölgymál
- (Hieracium praecurrens) molyhos hölgymál
- (Hieracium racemosum) fürtös hölgymál
- (Hieracium ramosum) ágas hölgymál
- (Hieracium sabaudum) olasz hölgymál
- (Hieracium umbellatum) ernyős hölgymál
- (Hieracium wiesbaurianum) bérci hölgymál

### Salamonpecsét(Polygonatum)
A Magyarországon őshonos négy faja közül mindegyik megtalálható az Aggteleki-karszt területén.
- (Polygonatum latifolium) széleslevelű salamonpecsét
- (Polygonatum multiflorum) fürtös salamonpecsét
- (Polygonatum odoratum) soktérdű salamonpecsét
- (Polygonatum verticillatum) pávafarkú salamonpecsét

### Gyíkfű(Prunella)
- (Prunella grandiflora) nagyvirágú gyíkfű
- (Prunella laciniata) fehér gyíkfű
- (Prunella vulgaris) közönséges gyíkfű

### Tüdőfű(Pulmonaria)
- (Pulmonaria angustifolia) keskenylevelű tüdőfű
- (Pulmonaria mollissima) bársonyos tüdőfű
- (Pulmonaria officinalis) orvosi tüdőfű

### Tölgy(Quercus)
- (Quercus cerris) csertölgy
- (Quercus petraea) valódi kocsánytalan tölgy
- (Quercus pubescens) molyhos tölgy
- (Quercus robur) kocsányos tölgy
- (Quercus rubra) vörös tölgy
- (Quercus virgiliana) olasz tölgy

### Boglárka(Ranunculus)
- (Ranunculus acris) réti boglárka
- (Ranunculus arvensis) vetési boglárka
- (Ranunculus auricomus) változékony boglárka
- (Ranunculus bulbosus) hagymás boglárka
- (Ranunculus ficaria) salátaboglárka
- (Ranunculus flammula) békaboglárka
- (Ranunculus lanuginosus) gyapjas boglárka
- (Ranunculus lingua) nádi boglárka
- (Ranunculus polyanthemos) sokvirágú boglárka
- (Ranunculus repens) kúszó boglárka
- (Ranunculus sardous) buborcsboglárka
- (Ranunculus sceleratus) torzsika boglárka
- (Ranunculus trichophyllus) hínáros víziboglárka

### Lórom(Rumex)
- (Rumex acetosa) mezei sóska
- (Rumex acetosella) juhsóska
- (Rumex confertus) tömött lórom
- (Rumex conglomeratus) murvás lórom
- (Rumex crispus) fodros lórom
- (Rumex hydrolapathum) tavi lórom
- (Rumex kerneri) Kerner lórom
- (Rumex obtusifolius) réti lórom
- (Rumex patientia) paréjlórom
- (Rumex sanguineus) erdei lórom
- (Rumex stenophyllus) keskenylevelű lórom
- (Rumex thyrsiflorus) füles sóska

### Here(Trifolium)
- (Trifolium alpestre) bérci here
- (Trifolium arvense) tarlóhere
- (Trifolium aureum) zörgő here
- (Trifolium campestre) mezei here
- (Trifolium dubium) apró here
- (Trifolium fragiferum) eper here
- (Trifolium hybridum) korcs here
- (Trifolium medium) erdei here
- (Trifolium montanum) hegyi here
- (Trifolium ochroleucon) vajszínű here
- (Trifolium pannonicum) magyar here
- (Trifolium pratense) réti here
- (Trifolium repens) fehér here
- (Trifolium rubens) pirosló here
- (Trifolium striatum) sávos here

### Szil(Ulmus)
- (Ulmus glabra) hegyi szil
- (Ulmus laevis) vénic szil
- (Ulmus minor) mezei szil

### Macskagyökér(Valeriana)
- (Valeriana officinalis subsp. collina) dombi macskagyökér
- (Valeriana officinalis subsp. officinalis) orvosi macskagyökér

### Galambbegy(Valerianella)
- (Valerianella dentata) fogas galambbegy
- (Valerianella locusta) salátagalambbegy
- (Valerianella rimosa) füles galambbegy

### Ökörfarkkóró(Verbascum)
- (Verbascum blattaria) molyűző ökörfarkkóró
- (Verbascum chaixii subsp. austriacum) osztrák ökörfarkkóró
- (Verbascum densiflorum) dúsvirágú ökörfarkkóró
- (Verbascum lychnitis) csilláros ökörfarkkóró
- (Verbascum nigrum) fekete ökörfarkkóró
- (Verbascum phlomoides) szöszös ökörfarkkóró
- (Verbascum phoeniceum) lila ökörfarkkóró
- (Verbascum thapsus) molyhos ökörfarkkóró

### Veronika(Veronica)
- (Veronica anagallis-aquatica) pólé veronika
- (Veronica anagalloides) iszaplakó veronika
- (Veronica arvensis) mezei veronika
- (Veronica austriaca) fogaslevelű veronika
- (Veronica beccabunga) deréce veronika
- (Veronica chamaedrys) ösztörűs veronika
- (Veronica hederifolia) borostyánlevelű veronika
- (Veronica officinalis) orvosi veronika
- (Veronica persica) perzsa veronika
- (Veronica polita) fényes veronika
- (Veronica praecox) korai veronika
- (Veronica prostrata) lecsepült veronika
- (Veronica scutellata) pajzsos veronika
- (Veronica serpyllifolia) kakukk veronika
- (Veronica teucrium) gamador veronika
- (Veronica triphyllos) ujjaslevelű veronika

### Ibolya(Viola)
- (Viola alba) fehér ibolya
- (Viola arvensis) mezei árvácska
- (Viola canina subsp. montana) hegyi ibolya
- (Viola elatior) nyúlánk ibolya
- (Viola hirta) borzas ibolya
- (Viola kitaibeliana) Kitaibel-árvácska
- (Viola mirabilis) csodás ibolya
- (Viola odorata) illatos ibolya
- (Viola pumila) réti ibolya
- (Viola reichenbachiana) erdei ibolya
- (Viola riviniana) nagyvirágú ibolya
- (Viola stagnina) lápi ibolya
- (Viola tricolor) háromszínű árvácska[1]